# Kleine Aa (Wildertse Beek)
De Wildertse Beek, Kleine Aa of Watermolenbeek is een riviertje dat zich bevindt in het westen van de provincies Antwerpen en Noord-Brabant.
De beek ontspringt nabij Kalmthout en stroomt vervolgens ten oosten van Wildert. De naam is hier: Wildertse Beek. Hoewel over een deel min of meer rechtgetrokken is de beek hier sterk meanderend. Ze stroomt verder in noordwaartse richting ten oosten van Essen  en heet daar Kleine Aa. Bij de Nederlandse grens neemt ze de Bansloot op, meandert nog een stukje totdat de Antwerpse Weg wordt gekruist. Hierna is ze gekanaliseerd en heet Watermolenbeek of kortweg Molenbeek. Aldus stroomt ze de bebouwde kom van Roosendaal binnen, waar ze zich in twee armen vertakt: een deel gaat naar het noorden Roosendaal in, een ander deel (Engebeek genoemd) is westelijk van Roosendaal omgeleid en loopt nog langs een aantal vloeivelden om uiteindelijk ten noorden van Roosendaal in de Nieuwe Roosendaalse Vliet uit te monden dat weer met het Mark-Vlietkanaal in verbinding staat. De Nieuwe Roosendaalse Vliet en het begin van het Mark-Vlietkanaal zijn weer vergravingen van de Roosendaalse Vliet, de oorspronkelijke voortzetting van de Watermolenbeek die nabij Bovensas uitkomt op de Steenbergse Vliet.
Om historische redenen worden deze rivieren tot het stroomgebied van de Maas gerekend, alhoewel de afwatering naar de Noordzee nu eigenlijk via de delta van de Oosterschelde gebeurt. 
De beek stroomt grotendeels door een open agrarisch landschap en is in het verleden op een aantal plaatsen rechtgetrokken. Bij hoge afvoeren ontstaan met name ten zuiden van Roosendaal en op Belgisch grondgebied wateroverlast. De waterkwaliteit van de beek is mede door lozingen en overstorten uit België ontoereikend. De Molenbeek is aangewezen als ecologische verbindingszone.

## Natuurgebieden
Langs de Watermolenbeek vindt men, tussen Roosendaal en Nispen, het natuurgebied Dal van de Molenbeek, dat in Roosendaal overgaat in het Watermolenbeekpark. De beek werd over dit traject hersteld en meandert weer.